# César Sepúlveda
César René Sepúlveda Payá (Santiago, 5 de marzo de 1979) es un actor chileno.  

## Biografía
Nació el 5 de marzo de 1979, en Santiago. Cursó sus estudios de teatro en la Escuela Teatro Imagen, pero desertó.

## Carrera artística
Su primer trabajo televisivo fue en la telenovela de Canal 13 Tentación, dirigida por Herval Abreu. Destacó rápidamente por su juventud, belleza y porte de galán, cualidades que lo convirtieron en un actor prometedor de la industria televisiva chilena. Por su desempeño, Sepúlveda recibió una nominación en los Premios Apes a la Mejor Proyección Actoral.
Su carisma y presencia en pantalla lo posicionaron como uno de los rostros más atractivos y solicitados en los medios. Esto hizo que los ejecutivos de Canal 13 le ofrecieran firmar un nuevo contrato. A partir de allí, su carrera despegó, y se fue consolidando como uno de los galanes más queridos por el público, siendo parte de una serie de exitosas producciones que lo catapultaron a la fama como Gatas y tuercas (2005) y Lola (2007-2008).
En 2010 es contratado por Chilevisión para protagonizar a Emmanuel Letelier en Mujeres de lujo, es un taxi boy, en el segundo semestre vuelve a Canal 13 para ser parte del elenco de la teleserie Primera dama protagonizando a Aníbal Urrutia, un hombre inescrupuloso y ambicioso, dueño del teatro, compartiendo roles con Celine Reymond y Pablo Schwarz. En 2012 es convocado por el área dramática de TVN, para la segunda teleserie diurna del canal; Dama y obrero donde interpreta al villano de la teleserie; Tomás Ahumada, quien es el dueño de una constructora y está comprometido con Ignacia Villavicencio, interpretada por María Gracia Omegna. Un año después, en 2013, es convocado por el área dramática de Chilevisión para ser parte de Graduados adaptación de la teleserie argentina homónima.
En 2014, vuelve a ser convocado por el área dramática de TVN para la telenovela Volver a amar encarnando al protagonista masculino; Luis Pizarro, un humilde trabajador, quien se enamora perdidamente de María Paz Del Sante. Interpretada por Adela Secall pero lo que él no sabe, es que está casada con su hermano perdido, Franco Andrade, interpretado por Felipe Braun. Luego, en 2015, fue convocado para ser parte de la teleserie nocturna La poseída para interpretar a Joaquín Orrego. Después en 2016, interpreta a Rafael Balmaceda en Un diablo con ángel. Al año siguiente, ocupa uno de los roles centrales en la nueva vespertina; La colombiana, siendo la pareja de María José Illanes con quién no había trabajado antes.
En 2018, se integra al elenco de Amar a morir interpretando a Bernardo Canessa el cual se transforma en su último trabajo en la red estatal. En 2019, regresa a Mega donde se integró a 100 días para enamorarse interpretando a Andrés García. Tres años después, se integra a Hasta encontrarte donde interpreta a Cristóbal Gaete, siendo este el villano principal de la teleserie. Cristóbal, está casado con Catalina Cienfuegos, interpretada por Luz Valdivieso.

## Vida personal
César Sepúlveda fue pareja de la bailarina Mariela Román.

## Filmografía

### Cine
- Sangre eterna (2003)
- Seis (2009) como Octavio
- Camila (2011) como Mauricio
- Perra vida (2024) como Alfredo

## Televisión
| Año       | Título                   | Papel             | Ref.                        |
| --------- | ------------------------ | ----------------- | --------------------------- |
| 2004      | Tentación                | Nicolás Donoso    |                             |
| 2005      | Gatas y tuercas          | Pablo Aguiló      |                             |
| 2006      | Charly tango             | Daniel Osorio     |                             |
| 2007-2008 | Lola                     | Nicolás Báscoli   |                             |
| 2010      | Mujeres de lujo          | Emmanuel Letelier |                             |
| 2010      | Primera dama             | Aníbal Urrutia    |                             |
| 2011      | Maldita                  | David Osorio      |                             |
| 2012      | Dama y obrero            | Tomás Ahumada     |                             |
| 2013      | Graduados                | Augusto Flores    |                             |
| 2014      | Volver a amar            | Luis Pizarro      | Protagonista; 140 episodios |
| 2015      | La poseída               | Joaquín Orrego    |                             |
| 2016      | Un diablo con ángel      | Rafael Balmaceda  |                             |
| 2017      | La colombiana            | Juan Pablo Zúñiga |                             |
| 2017      | Wena profe               | Remigio Vial      | ¿? episodios                |
| 2018      | Amar a morir             | Bernardo Canessa  | [ 4 ]                       |
| 2019-2021 | 100 días para enamorarse | Andrés García     |                             |
| 2022      | Hasta encontrarte        | Cristóbal Gaete   |                             |
| 2023      | Generación 98            | Clemente Rengifo  | 50 episodios                |
| 2024      | Al sur del corazón       | Patricio          | ¿? episodios                |
| 2025      | El jardín de Olivia      | Omar Droguett     |                             |

| Año  | Título                               | Papel                  | Ref.                               |
| ---- | ------------------------------------ | ---------------------- | ---------------------------------- |
| 2004 | Justicia para todos                  | Carlos Pinilla         | Episodio: La segunda vida del juez |
| 2008 | La ofis                              | Felipe Tomić           |                                    |
| 2009 | Mi bella genio                       | Tomás Parra            | Protagonista; 27 episodios         |
| 2009 | Aquí no hay quien viva               | Mauricio Urrutia       |                                    |
| 2010 | Cartas de mujer                      | Gustavo                | Episodio: ¿?                       |
| 2011 | Amar y morir en Chile                | Comandante José Miguel | 4 episodios                        |
| 2012 | El diario secreto de una profesional | Francisco              | Episodio: No es a pedir de boca    |
| 2014 | La canción de tu vida                | Mateo                  | Episodio: Cariño malo              |
| 2016 | Once comida                          | Bebo                   |                                    |
| 2021 | Isabel                               | Político               | Episodio: El costo de la libertad  |
| 2022 | Paola y Miguelito                    | Charlie                | 18 episodios                       |
| 2022 | La jauría 2                          | Jorge Krause           | 4 episodios                        |
| 2023 | Cromosoma 21                         | Aníbal                 | 5 episodios                        |

## Vídeos musicales
| Año  | Título          | Artista       | Dirección  |
| ---- | --------------- | ------------- | ---------- |
| 2012 | Ojos que no ven | Elena Venechi | Brian Luco |

## Teatro
- 2004: La retirada de Moscú
- 2013: La muerte y la doncella
- 2014: Baraka
- 2016: Envenenados
- 2023: Art
- 2023: Lluvia constante
- 2024: Antes que los dioses fueran hombres
- 2024: La trampa

## Premios y nominaciones
- 2005: Nominado - Premio Apes a la Mejor Proyección Actoral por Tentación
- 2023: Nominado - Premio Caleuche al Mejor Actor de Soporte en Teleseries por Hasta Encontrarte